# Ethio Electric SC
Der Ethio Electric Sport Club, auch bekannt unter EEPCO oder Mebrat Hail (amharisch ኢትዮ ኤሌክትሪክ ስፖርት ክለብ) ist ein Fußballverein aus Addis Abeba in Äthiopien. Der Verein spielt in der höchsten nationalen Liga, der äthiopischen Premier League und konnte schon drei Mal die nationale Meisterschaft gewinnen.

## Geschichte
Der Verein wurde 1960 als Ethiopian Electric Power Sport Club von dem äthiopischen Energieunternehmen Ethiopian Electric Power gegründet.
EEPCO ist der erste Titelträger der äthiopischen Premier League, nachdem sie in der Debütsaison 1997/98 den ersten Platz belegte. Der erste Titelgewinn gelang 1993 noch unter dem Namen Mebrat Hail. Für eine Spielzeit lief der Verein unter dem Namen EELPA (Ethiopian Electric Light & Power Authority) auf. 2000/01 hatte der Stürmer und Nationalspieler Yordanos Abay mit 24 Saisontreffern großen Anteil an der dritten Meisterschaft des Vereins. Im Jahr 2010 konnte der Verein den bulgarischen Trainer und ehemaligen Nationalspieler Jordan Stojkow als Cheftrainer verpflichten. Einen Teil konnte man unter seiner Führung nicht gewinnen.
Im Jahr 2016 gewann der Verein seinen dritten Addis Ababa City Cup gegen Saint-George SA. Nach der Saison 2017/18 musste Ethio Electric den Gang in die zweiten Liga, die Ethiopian Higher League, antreten. Daraufhin kündigte der Verein umfassende Veränderungen auf allen Ebenen des Vereins an, darunter die Einstellung der Vereinslegende Anwar Yasin als neuen Cheftrainer.
In der Spielzeit 2022/23 schaffte man wieder Aufstieg in die höchste Spielklasse, stieg jedoch als Tabellenletzter direkt wieder ab. Nach einem weiteren Jahr in der zweiten Liga, ist EEPCO wieder in der Premier League vertreten.

## Weitere Abteilungen
Der Verein besitzt eine U17-Mannschaft, welche auch an lokalen und nationalen Wettbewerben teilnimmt. Des Weiteren gibt es eine Frauenmannschaft, welche ebenfalls in der höchsten nationalen Spielklasse aktiv ist.

## Stadion
Seine Heimspiele trägt der Klub im Mebrat-Hail-Stadion aus, welches eine Kapazität von 8000 Plätzen hat.

## Titel und Erfolge
- Äthiopische Premier League (3×): 1993, 1997/98, 2000/01
- Äthiopischer Pokal (4×): 1971, 1972, 1976, 2001
- Äthiopischer Supercup (3×): 1993, 1998, 2001
- Addis Ababa City Cup (3×): 2005, 2006, 2016

## Abschneiden in CAF-Wettbewerben
- CAF Champions League: 3 Teilnahmen

1991 – Erste Runde
1999 – Erste Runde
2002 – Vorrunde
- CAF Cup: 3 Teilnahmen

1996 – Erste Runde
1998 – Zweite Runde
2001 – Erste Runde

## Bekannte Spieler
- Anwar Yasin
- Yordanos Abay (2000–2002, 2012–2017)
- Mulualem Tilahun (2016–2017)
- Didier Kavumbagu (2016–2017)

## Bekannte Trainer
- Jordan Stojkow (2010–2014)